# Галаци
Галаци (грч. Γαλάτσι []) насеље је у Грчкој и једно од великих предграђа главног града Атине. Галаци припада округу Средишња Атина у оквиру периферије Атика.

## Положај
Галаци се налази непосредно северно од управних граница града Атине. Удаљеност између средишта ова два насеља је свега 5 км. То је такође једно од виших предграђа Атине - налази се на око 160 метара надморске висине.

## Становништво
Кретање броја становника у општини по пописима:
| 1981.  | 1991.  | 2001.  | 2011.  |
| ------ | ------ | ------ | ------ |
| 50.096 | 57.230 | 58.042 | 59.345 |